# Marina de Guerra d'Angola
La Marina de Guerra Angolesa (portuguès Marinha de Guerra Angolana, MGA) és la branca naval de les Forces Armades Angoleses i té la missió de protegir els 1.600 km de costa d'Angola. La Marina Angolesa té aproximadament 1,000 efectius.

## Història
La marina de guerra d'Angola va ser fundada el 1977 i va celebrar el seu 35 aniversari el 2012. Les forces navals d'Angola participat en la Guerra Civil angolesa des de 1975 fins a 2002. El vicealmirall de la Marina dels Estats Units d'Amèrica Harry B. Harris Jr., llavors comandant de la Sisena Flota dels Estats Units, va visitar el 35è aniversari de Luanda, Angola el 9 de juliol de 2012.

## Modernització
La riquesa petroliera li permetrà modernitzar les seves forces navals, de les que actualment major part són remanents de la Marina Soviètica dels anys vuitanta. Es va informar en 2009 que Angola anava a signar un acord de 800 milions de dòlars estatunidencs amb Alemanya per 3 noves llanxes ràpides de protecció fronterera, probablement Lurssen PV80. Encara estaven tractant de completar l'acord en 2011 i des de llavors no hi ha hagut cap paraula.
Al desembre de 2013 es va informar que Angola estaria comprant un paquet de vaixells antics de l'Armada Espanyola. El Príncipe de Asturias (R11) un petit portador (16.000 tones) de Harrier, per ser transferit juntament amb Pizarro (L42), una llanxa de desembarcament classe Newport, Diana (F32) una corbeta classe Descubierta transformada en dragamines de suport, Chilreu (P61) vaixell de plom de la seva classe de vaixells de patrulla oceànica, i  Ízaro  (P27) una patrullera de classe Anaga.

## Estructura
- Institut de Marina de Guerra d'Angola (INSG)
- Acadèmia Naval
- Escola d'especialistes navals d'Angola
- 3 empreses de vigilància costanera (CRTOC)
- 1 Infanteria naval angolesa - 1 Batalló Amfibi Lleuger (4 empreses d'Infants de Marina Angolesa), 1 Policia Naval Angolesa, 1 Unitat d'Operacions Amfíbies)
- Forces Especials Angoleses, armes pesants, franctiradors, unitats d'embarcament i una secció blindada.[6]

## Equipament

### Vaixells de superfície

#### Llanxa ràpida d'atac
Vaixells petits o vaixells dissenyats per disparar míssils antitanc. Utilitzats per primera vegada per la Unió de Repúbliques Socialistes Soviètiques, la llanxa armada amb míssils podria utilitzar-se per enfonsar bucs navals enemics molt més grans.
- Vaixell míssils OSA-II 205ER (Armada Soviètica Projecte 205 Moskit) - 6 Vaixells.[7]

#### Llanxa torpedera
Vaixells petits o vaixells dissenyats per disparar torpedes. Utilitzada per primera vegada en la Segona Guerra Mundial tant per la Royal Navy com la Kriegsmarine, podria ser utilitzat per enfonsar vaixells de guerra enemics molt més grans.
- Bot torpeder Classe Shershen (Armada Soviètica: Project 206 Shtorm) - 6 vaixells.[8]

#### Patrullers
Petit protector de fronteres sovint s'utilitza per anti-pirateria, anti-contraban i guàrdia de frontera. Pot ser dissenyat per al seu ús en estuaris i rius o oceans.
- Patrullera classe Argos - 4 vaixells.
- Aresa PVC-170 - 5 vaisells.[6]
- Classe Poluchat-I - 2 vaixells.
- Patrullera classe Zhuk - 1 o 2 vaixells.
- Neteja mines classe Júpiter - 1 o 2 vaixells.
- Classe Bellatrix - 4 o 5 vaixells.
- Classe Mandume - 4 vaixells.[6]
- Classe Patrulheiro - 3 vaixells.[6]
- Classe Namacurra - 2 vaixells.[6]

El 5 de setembre de 2014, el ministre de Defensa angolès João Manuel Gonçalves Lourenço i el ministre de Defensa de Brasil Celso Amorim van signar un Memoràndum d'entesa com a part del Programa de Desenvolupament Naval d'Angola (PRONAVAL). El memoràndum d'especialització especifica que Angola adquirirà set vaixells de patrulla de classe Macaé, que es construiran a Brasil, i tres a Angola. la brasilera EMGEPRON tindrà el lideratge en el projecte, supervisant la drassana angolesa i la formació, a més de la gestió del projecte global.

#### Dragamines
Petits vaixells dissenyat tant per netejar camps de mines or implementació de noves.
- Dragamines Classe Yevgenya (Armada Soviètica, Project 1258 Korund) Dragamines - 2 bucs.[10]

#### Vaixells amfibis
Vaixell per desplegar tropes en las costes durant operacions d'assalt amfibi..
- Vaixell amfibi Classe Polnocny (Armada Soviètica: Project 770 (A)/Project 771 (B)) - 1 vaixell Polnocny-A, 3 vaixells Polnocny-B.[11][12]
- Classe Alfange - 1 vaixell.
- Landing Craft Tank - 1 vaixell.
- LDM-400 - 9 o 10 vaixells.[6] dels EUA c. 1964

#### Equip de defensa costanera
Els equips defensius, tant actius com passius, solien defensar les costes de Angola.
1. Sistema de radar SS-C1 Sepal.

### Avions de patrulla marítima
Avions dissenyats per patrulla marítima, sovint implicant antisuperfície, antisubmarina, i recerca i rescat.
| Aparell                     | Origen fabricant | Tipus                     | Versió                              | Imatge | Notes |
| --------------------------- | ---------------- | ------------------------- | ----------------------------------- | ------ | ----- |
| Fokker F27 Friendship       | Països Baixos    | Avió de patrulla marítima | F27 Maritime Enforcer o F27 200-MAR |        |       |
| Embraer EMB 110 Bandeirante | Brasil           | Avió de patrulla marítima | EMB 111A                            |        |       |